# André Tourné
André Tourné (André Sébastien Joseph Tourné), né le 9 août 1915 à Villelongue-de-la-Salanque (Pyrénées-Orientales) et mort le 18 octobre 2001 à Perpignan, est un homme politique français et résistant.

## Biographie
André Tourné adhère aux Jeunesses communistes en 1930 et rejoint les Brigades internationales en 1936. Blessé en Alsace en juin 1940, il est fait prisonnier. En 1942, il rejoint la Résistance à Lyon où il se voit confier en mai 1944 la direction des Francs-Tireurs et Partisans sous le nom de Lepetit. Le 27 août 1944, il est blessé lors de combats et amputé de l'avant-bras gauche et de plusieurs doigts de la main droite. Il dirige à partir de 1948 l’hebdomadaire Le Travailleur catalan.
Élu député en 1946, 1951 et 1956, il dépose au cours de ces trois mandats plus de deux cents projets de lois et intervient à plus de cinq cents reprises. Viticulteur et maraîcher, il porte une attention particulière au monde rural. Il s'attache par ailleurs à la condition des anciens combattants, et notamment des mutilés de guerre, agit en faveur des appelés du contingent et s'oppose à l'envoi de troupes en Indochine.
Battu par Arthur Conte en 1958, il est réélu député en 1962 et 1967. Il est à nouveau élu en 1973, 1978 et 1981.
Il est inhumé à Villelongue-de-la-Salanque.

## Mandats
Député
- 10/11/1946 - 04/07/1951 : député des Pyrénées-Orientales à la Quatrième République française
- 17/06/1951 - 01/12/1955 : député des Pyrénées-Orientales à la Quatrième République française
- 02/01/1956 - 08/12/1958 : député des Pyrénées-Orientales à la Quatrième République française
- 25/11/1962 - 02/04/1967 : député des Pyrénées-Orientales (2e circonscription)
- 12/03/1967 - 30/05/1968 : député des Pyrénées-Orientales (2e circonscription)
- 11/03/1973 - 02/04/1978 : député des Pyrénées-Orientales (2e circonscription)
- 19/03/1978 - 22/05/1981 : député des Pyrénées-Orientales (2e circonscription)
- 21/06/1981 - 01/04/1986 : député des Pyrénées-Orientales (2e circonscription)

Conseiller général
- 1945-1951 : conseiller général du canton de Perpignan-Est (vice-président du conseil général des Pyrénées-Orientales)
- 1955-1979 : conseiller général du canton de Prades

Conseiller régional
- 1973- ? : conseiller régional du Languedoc-Roussillon

## Décorations
- Croix de guerre 1939-1945 avec palmes
- Officier de la Légion d'honneur (1986)